# دوري أبطال أوروبا لكرة اليد للسيدات 2013–14
دوري أبطال أوروبا لكرة اليد للسيدات 2013–14 هو الموسم 21 من  دوري أبطال أوروبا لكرة اليد للسيدات. أقيم خلال الفترة 24 أغسطس 2013 وحتى 11 مايو 2014، وأشرف على تنظيمه الاتحاد الأوروبي لكرة اليد، وفاز فيه Győri ETO KC ‏.